# Lars Erik Karlsson
Lars Erik Karlsson (Upplands Väsby, 16 september 1964) is een Zweedse darter die speelde bij de British Darts Organisation.
Karlsson deed aan drie BDO World Darts Championships mee. Zijn eerste was in 1987, waarin hij in de eerste ronde won van Peter McDonald uit Schotland. In de tweede ronde won hij van Brian Cairns uit Wales. In de kwartfinale verloor hij van Eric Bristow uit Engeland. In 1988 verloor hij in de eerste ronde van Paul Reynolds. In 1989 won Karlsson in de eerste ronde van Tony Payne uit de Verenigde Staten. In de tweede ronde verloor hij van Peter Evison uit Engeland.
Karlsson speelde ook op de WDF Europe Cup 1988. Hij won het koppeltoernooi samen met Stefan Lord.

## Resultaten op Wereldkampioenschappen

### BDO
- 1987: Kwartfinale (verloren van Eric Bristow met 1-4)
- 1988: Laatste 32 (verloren van Paul Reynolds met 0-3)
- 1989: Laatste 16 (verloren van Peter Evison met 0-3)

### WDF
- 1985: Laatste 64 (verloren van Cliff Lazarenko met 1-4)
- 1987: Kwartfinale (verloren van Bob Sinnaeve)